# Palco, Corpo e Alma
Palco Corpo e Alma é uma compilação de 3 LP's que contém canções ao vivo dos músicos brasileiros Maria Bethânia, Chico Buarque, Gal Costa, Jorge Ben, Elis Regina, Gilberto Gil, Jair Rodrigues, Baden Powell, Caetano Veloso, Vinicius de Moraes, Nara Leão, e MPB-4. Foi lançado em 1976 em formato de caixa contendo 3 vinil e um encarte com textos sobre cada um dos intérpretes e sobre os shows reproduzidos na compilação.

## Faixas
Lista das faixas dos 3 LP's da compilação.

## Disco 1

### Lado A

#### Maria Bethânia (participação do Terra Trio)
| N.º            | Título                     | Compositor(es)               | Duração |  |
| 1.             | "Assombrações"             | Sueli Costa, Tite de Lemos   |         |  |
| 2.             | "O Tempo E O Rio"          | Edú Lôbo, Capinan            |         |  |
| 3.             | "Ponto De Oxum"            | Toquinho, Vinicius De Moraes |         |  |
| 4.             | "Texto De Fernando Pessoa" | Fernando Pessoa              |         |  |
| 5.             | "O Mar (Canção Praieira)"  | Dorival Caymmi               |         |  |
| 6.             | "Onde Nasci Passa Um Rio"  | Caetano Veloso               |         |  |
| 7.             | "Morena Do Mar"            | Dorival Caymmi               |         |  |
| 8.             | "Suite Dos Pescadores"     | Dorival Caymmi               |         |  |
| 9.             | "Avarandado"               | Caetano Veloso, Os Mutantes  |         |  |
| Duração total: | Duração total:             | Duração total:               | (8:35)  |  |

#### Chico Buarque (participação do MPB-4)
| N.º            | Título            | Compositor(es)                      | Duração |  |
| 10.            | "Escurinho"       | Geraldo Pereira                     |         |  |
| 11.            | "Amigo Ciro"      | Chico Buarque                       |         |  |
| 12.            | "Flor Da Idade"   | Chico Buarque                       |         |  |
| 13.            | "Jorge Maravilha" | Julinho da Adelaide (Chico Buarque) |         |  |
| Duração total: | Duração total:    | Duração total:                      | (7:00)  |  |

### Lado B

#### Gal Costa
| N.º            | Título              | Compositor(es)                | Duração |  |
| 1.             | "Mamãe Coragem"     | Caetano Veloso, Torquato Neto |         |  |
| 2.             | "Nega Manhosa"      | Herivelto Martins             |         |  |
| 3.             | "Samba Rubro Negro" | Jorge Castro, Wilson Batista  |         |  |
| Duração total: | Duração total:      | Duração total:                | (8:35)  |  |

#### Jorge Ben (participação do Trio Mocotó)
| N.º            | Título              | Compositor(es) | Duração |  |
| 4.             | "Tá Na Hora"        | Jorge Ben      |         |  |
| 5.             | "Banana, Bananeiro" | Jorge Ben      |         |  |
| 6.             | "Mas Que Nada"      | Jorge Ben      |         |  |
| Duração total: | Duração total:      | Duração total: | (7:51)  |  |

## Disco 2

### Lado A

#### Elis Regina
| N.º            | Título           | Compositor(es)                | Duração |  |
| 1.             | "Aquele Abraçao" | Gilberto Gil                  |         |  |
| 2.             | "Se Vocé Pensa"  | Roberto Carlos, Erasmo Carlos |         |  |
| 3.             | "Minha"          | Francis Hime, Ruy Guerra      |         |  |
| Duração total: | Duração total:   | Duração total:                | (8:40)  |  |

#### Gilberto Gil
| N.º            | Título                | Compositor(es) | Duração |  |
| 4.             | "Sentimentos"         | Miginha        |         |  |
| 5.             | "Ladeira Da Preguiça" | Gilberto Gil   |         |  |
| Duração total: | Duração total:        | Duração total: | (7:42)  |  |

### Lado B

#### Jair Rodrigues
| N.º            | Título                                        | Compositor(es)                     | Duração |  |
| 1.             | "O Mundo Melhor De Pixinguinha (Pizindin)"    | Jair Amorim, Evaldo Gouveia, Velha |         |  |
| 2.             | "Boi Da Cara Preta (Eneida, Amor E Fantasia)" | Zuzuca                             |         |  |
| 3.             | "Deixa Isso Pra Lá"                           | Alberto Paz, Edson Menezes         |         |  |
| 4.             | "Festa Para Um Rei Negro"                     | Zuzuca                             |         |  |
| Duração total: | Duração total:                                | Duração total:                     | (9:00)  |  |

#### Baden Powell
| N.º            | Título                     | Compositor(es)  | Duração |  |
| 5.             | "Interrogando"             | João Pernambuco |         |  |
| 6.             | "Jesus Alegria Dos Homens" | J. S. Bach      |         |  |
| Duração total: | Duração total:             | Duração total:  | (7:00)  |  |

## Disco 3

### Lado A

#### Caetano Veloso
| N.º            | Título              | Compositor(es)                 | Duração |  |
| 1.             | "Let It Bleed"      | Mick Jagger, Keith Richard     |         |  |
| 2.             | "Por Causa De Você" | Tom Jobim, Dolores Duran       |         |  |
| 3.             | "Casa Portuguesa"   | Artur Fonseca, R. Ferreira     |         |  |
| 4.             | "Felicidade"        | Antonio Almeida, João De Barro |         |  |
| Duração total: | Duração total:      | Duração total:                 | (10:06) |  |

#### Vinicius De Moraes (participação do Quarteto Em Cy)
| N.º            | Título          | Compositor(es)                  | Duração |  |
| 5.             | "Broto Maroto"  | Carlos Lyra, Vinicius De Moraes | 01:57   |  |
| 6.             | "Dia Da Crição" | Vinicius De Moraes              | 04:52   |  |
| Duração total: | Duração total:  | Duração total:                  | (5:50)  |  |

### Lado B

#### Nara Leão
| N.º            | Título              | Compositor(es)                | Duração |  |
| 1.             | "Fez Bobagem"       | Assis Valente                 |         |  |
| 2.             | "Águas De Março"    | Tom Jobim                     |         |  |
| 3.             | "Samba Da Preguiça" | Roberto Carlos, Erasmo Carlos |         |  |
| Duração total: | Duração total:      | Duração total:                | (7:40)  |  |

#### MPB-4
| N.º            | Título                                               | Compositor(es)                    | Duração |  |
| 4.             | "Cicatrizes"                                         | Miltinho, Paulo Cesar Pinheiro    |         |  |
| 5.             | "Depois Que O "Tá Ruim" Chegou, Nunca Mais Melhorou" | Capoeira                          |         |  |
| 6.             | "Sinal Fechado"                                      | Paulinho Da Viola                 |         |  |
| 7.             | "San Vicente"                                        | Milton Nascimento, Fernando Brant |         |  |
| Duração total: | Duração total:                                       | Duração total:                    | (8:00)  |  |

## Show reproduzidos na compilação
Uma lista dos lugares de gravação dos shows reproduzidos na compilação esta disponivel no encarte incluido na caixa.
Maria Bethânia:
Show "Rosa dos Ventos", Teatro da Praia, Rio de Janeiro, 27 de Julho de 1971.
Produção: Benil Santos
Direção: Fauzi Arap

Chico Buarque: 
Show "Tempo e Contratempo", Teatro Casa Grande, Rio de Janeiro, janeiro/julho de 1974.
Produção: Benil Santos
Direção: Ruy Guerra
Direção musical: Magro
Com a participação de MPB-4 

Gal Costa:
Show "India, Teatro João Caetano, Rio de Janeiro, julho de 1973.
Produção: GAPA
Direção: Wally Sailormoon
Direção musical: Gilberto Gil

Jorge Ben:
Show no Teatro Municipal de Tóquio, fevereiro de 1972.

Elis Regina:
Show "Elis & Mieli", Teatro da Praia, Rio de Janeiro, junho de 1969.
Produção: Mieli e Bõscoli
Direção musical: Roberto Menescal

Gilberto Gil:
"Gilberto Gil em Concerto", Teatro Vila Velha, Salvador-Bahia, janeiro de 1974.
Produção: GAPA
Direção musical: Gilberto Gil

Jair Rodrigues:
Recital no Olympia de Paris, junho de 1975.
Repertório: Jair Rodrigues e Armando Pittigliani
Direção musical: Wilson Mauro

Baden Powel:
Show "Quadrus", Teatro Opinião, Rio de Janeiro, abril de 1974.
Produção: Leonides bayer Produçãos Artísticas
Direção musical: Baden Powell

Caetano Veloso:
"Caetano Veloso em Concerto", Teatro Tereza Rachel, Rio de Janeiro, maio de 1974.
Produção: GAPA
Direção: Perinho Albuquerque

Vinicius de Moraes:
Show "Vinicius e Caymmi" no Zum Zum, Rio de Janeiro, 1975.
Produção: Aloysio de Oliveira
Direção musical: Oscar Castro Neves

Nara Leão:
Show na boite Flag, Rio de Janeiro, agosto de 1972.
Direção: Tarso de Castro
Direção musical: Don Salvador

MPB-4:
Recital no Teatro Fonte da Saudade, Rio de Janeiro, outubro de 1973.
Produção: Benil Santos
Direção musical: Magro

## Referencias
1. 1 2 3 4  «Maria Bethânia / Chico Buarque / Gal Costa / Jorge Ben / Elis Regina / Gilberto Gil / Jair Rodrigues / Baden Powell / Caetano Veloso / Vinicius De Moraes / Nara Leão / MPB-4* - Palco Corpo E Alma». Discogs. Consultado em 11 de agosto de 2015
2. ↑  «Discos do Brasil - www.discosdobrasil.com.br». www.discosdobrasil.com.br. Consultado em 11 de agosto de 2015
3. 1 2 3  «MappeSonore : PALCO CORPO E ALMA - DIVERSI, Maria Bethânia, Chico Buarque, Caetano Veloso, Gilberto Gil, Gal Costa, Dominguinhos, Elis Regina, Jair Rodrigues, Baden Powell, Vinicius de Moraes, Nara Leão, Mpb4». mappesonore.altervista.org. Consultado em 11 de agosto de 2015
4. ↑  Livro: Tem mais samba: das raízes à eletrônica do Tárik de Souza. "Momentos lancinantes de Chico Barque foram gravados ao vivo no tenso show Tempo e contratempo. [...] o espetáculo [...] registra a iconoclasta "Jorge Maravillha", uma das três composições do autor assinadas com pseudônimo de Julinho da Adelaide.  A faixa foi lançada na caixa Palco, corpo e alma, de 1976."
5. ↑  Livro: Tem mais samba: das raízes à eletrônica do Tárik de Souza. "Momentos lancinantes de Chico Barque foram gravados ao vivo no tenso show Tempo e contratempo. Levado entre janeiro e julho de 1974 no Teatro Casa Grande, no Rio, sob direção musical de Magro do MPB 4, o espetáculo, que substituía a proibida (e falida) montagem de Calabar, registra a iconoclasta "Jorge Maravillha", uma das três composições do autor assinadas com pseudônimo de Julinho da Adelaide."
6. ↑  http://www.mpb4.com.br/historia#1974